# Moldava nad Bodvou
Pour les articles homonymes, voir Moldava.
Moldava nad Bodvou (en allemand : Moldau ; en hongrois : Szepsi) est une ville du district de Košice-okolie, dans la région de Košice, en Slovaquie.

## Histoire
La première mention de la ville date de 1255.
Jusqu'au Traité de Trianon en 1920, la ville appartenait au Royaume de Hongrie et s'appelait Szepsi. Elle était située dans le comitat d'Abaúj-Torna.
La localité fut annexée par la Hongrie, après le premier arbitrage de Vienne, le 2 novembre 1938. En 1938, on comptait 2 280 habitants dont 211 d'origine juives. Elle faisait partie du district de Cserhát-Encs (hongrois : Cserhát-Encsi járás). Le nom de la localité avant la Seconde Guerre mondiale était Moldava nad Bodvou/Szepsi. Durant la période 1938-1945, le nom hongrois Szepsi était d'usage. À la libération, la commune a été réintégrée dans la Tchécoslovaquie reconstituée.
Le hameau de Budolov était une commune autonome en 1938. Il comptait alors 519 habitants dont 15 juifs et faisait partie du district de Cserhát-Encs (hongrois : Cserhát-Encsi járás). Le nom de la localité avant la Seconde Guerre mondiale était Bodolov. Durant la période 1938-1945, le nom hongrois Bodolló était d'usage.

## Démographie

### Évolution de la population
| Année:               | 1994. | 2004.   | 2014.    | 2024.   |
| -------------------- | ----- | ------- | -------- | ------- |
| Nombre de personnes: | 9332  | 9807    | 11 202   | 10 275  |
| Différence:          |       | +5,09 % | +14,22 % | -8,27 % |

| Année:               | 2023.  | 2024.   |
| -------------------- | ------ | ------- |
| Nombre de personnes: | 10 254 | 10 275  |
| Différence:          |        | +0,20 % |

## Transport
La ville possède une gare à la jonction entre la ligne de chemin de fer 160 et la ligne de chemin de fer 168.

## Jumelages
La ville de Moldava nad Bodvou est jumelée avec :
- Brzozów (Pologne)
- 18e arrondissement de Budapest (Hongrie)
- Edelény (Hongrie)
- Encs (Hongrie)
- Karcag (Hongrie)
- Siklós (Hongrie)
- Cristuru Secuiesc (Roumanie)
- Tarcal (Hongrie)
- Tišnov (Tchéquie)

## Personnalités liées à la ville
- Márton Szepsi Csombor, pasteur, poète et écrivain hongrois, né à Moldava nad Bodvou en 1595.